# Bombylius nicholsonae
Bombylius nicholsonae is een vliegensoort uit de familie van de wolzwevers (Bombyliidae). De wetenschappelijke naam van de soort is voor het eerst geldig gepubliceerd in 1980 door Hall and Evenhuis.